# Thomas Odenhoven
Thomas Odenhoven (* 1972 in Bergheim) ist ein deutscher Spieleautor.

## Biografie
Thomas Odenhoven studierte nach einer Ausbildung zum Industriekaufmann in Köln Wirtschaftswissenschaften und beschäftigt sich seit 2000 mit der Entwicklung von Brettspielen. Im Jahr 2004 nahm er an einem Workshop für Spieleautoren im Tagungshaus Drübberholz in Dörverden teil, wo er auf den deutschen Autor und Verleger Peter Eggert traf. Er zeigte ihm seinen Spieleprototypen Die Dolmengötter, welchen Peter Eggert zur näheren Begutachtung und für weitere Tests mitnahm. 2005 erschien das Spiel als Die Dolmengötter beim Verlag Eggertspiele.
2006 gewann Thomas Odenhoven mit seinem Spiel East India Railway den Autorenwettbewerb des Hippodice Spieleclub e.V. Das Spiel wurde 2007 als Portobello Market vom Verlag Schmidt Spiele veröffentlicht. 2007 wurde es als Spiel des Jahres in Schweden in der Kategorie „Bestes Familienspiel“ ausgezeichnet und 2008 für die Boardgames Australia Awards in der Kategorie „Bestes Internationales Spiel“ nominiert.
2013 erschien sein Spiel Stories! bei Schmidt Spiele.
2015 wurde sein Spiel Die Dolmengötter unter dem Titel Dolmen von Eggertspiele neu aufgelegt, inklusive der Erweiterungen Die Rituale, Einsamer Druide und Die Grabkammern.
2016 erschien beim Verlag Ravensburger sein Spiel Krazy Wordz, welches er zusammen mit Dirk Baumann und Matthias Schmitt unter dem Arbeitstitel Mommel entwickelt hatte. Im selben Jahr erreichte das Spiel einen Platz auf der Empfehlungsliste zum Spiel des Jahres. 2018 wurde es für das Spiel des Jahres in Norwegen nominiert.
Das Spiel Krazy Pix von Sophia Wagner, 2020 ebenfalls bei Ravensburger erschienen, basiert auf der Grundidee von Krazy Wordz.
2025 erschien sein Spiel Funkloch bei Piatnik.
Odenhoven lebt in Meerbusch und hat zwei Kinder.

## Ludografie
- 2005: Die Dolmengötter (Eggertspiele)
- 2007: Portobello Market (Schmidt Spiele)
- 2013: Stories! (Schmidt Spiele)
- 2015: Dolmen (Eggertspiele)
- 2015: Die Rituale (Erweiterung zu Dolmen) (Eggertspiele)
- 2015: Einsamer Druide (Erweiterung zu Dolmen) (Eggertspiele)
- 2015: Die Grabkammern (Erweiterung zu Dolmen) (Eggertspiele)
- 2016: Krazy Wordz (Ravensburger)
- 2025: Funkloch (Piatnik)

## Auszeichnungen
- Hippodice Spieleclub e. V. Autorenwettbewerb
  - East India Railway: 1. Platz 2006[1]
- Spiel des Jahres in Schweden
  - Portobello Market: 1. Platz 2007[2]
- Boardgames Australia Awards
  - Portobello Market: nominiert in der Kategorie „Bestes Familienspiel“ 2008[3]
- Spiel des Jahres
  - Krazy Wordz: Empfehlungsliste 2016[4]
- Spiel des Jahres in Norwegen
  - Krazy Wordz: nominiert in der Kategorie „Quiz- und Gesellschaftsspiele“ 2018